# KAB-500L

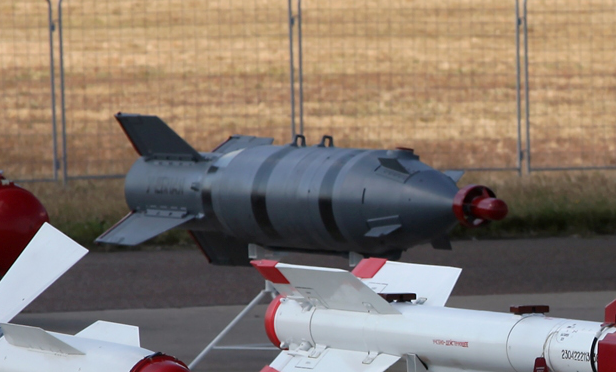
KAB-500L

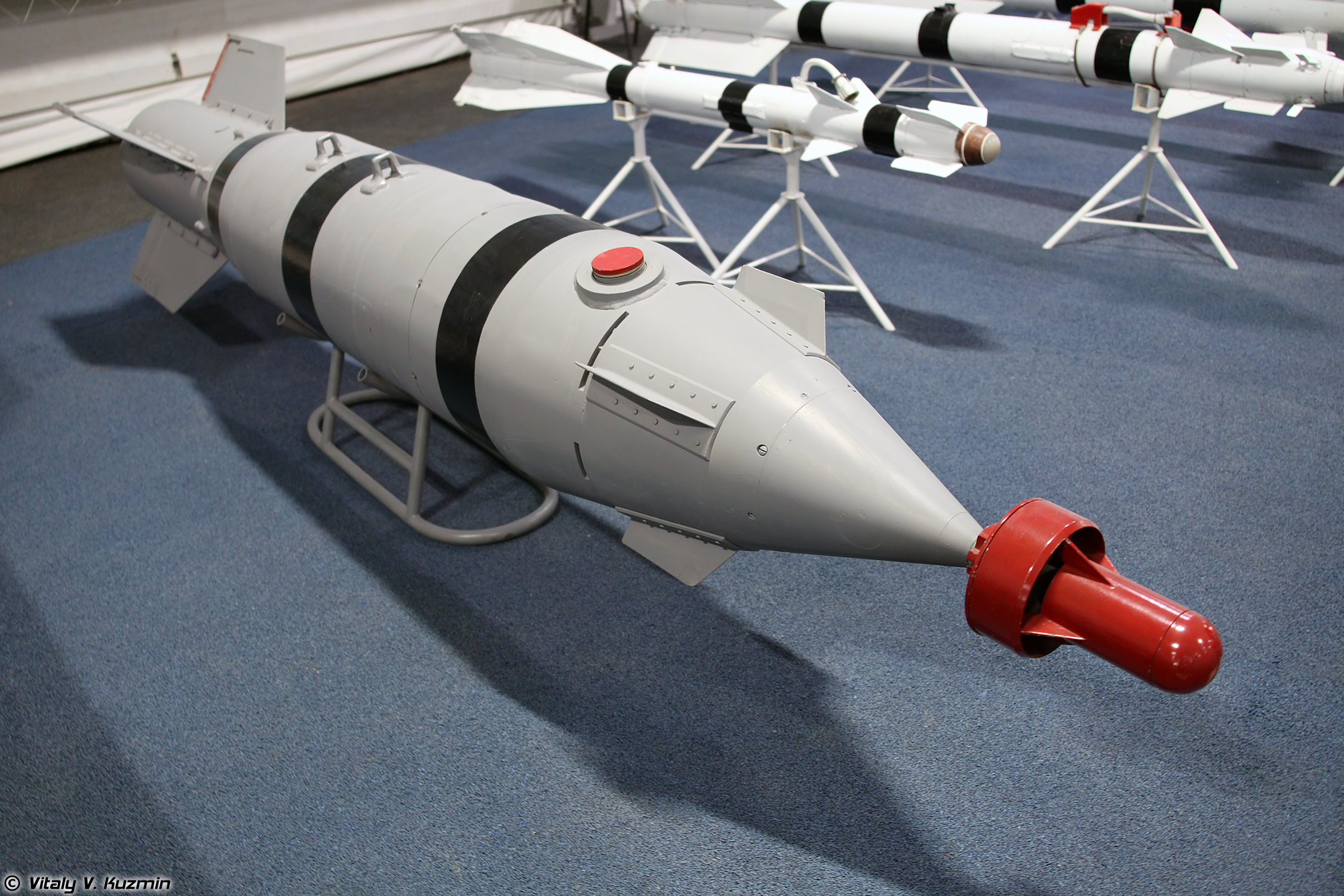
KAB-500L no Park Patriot

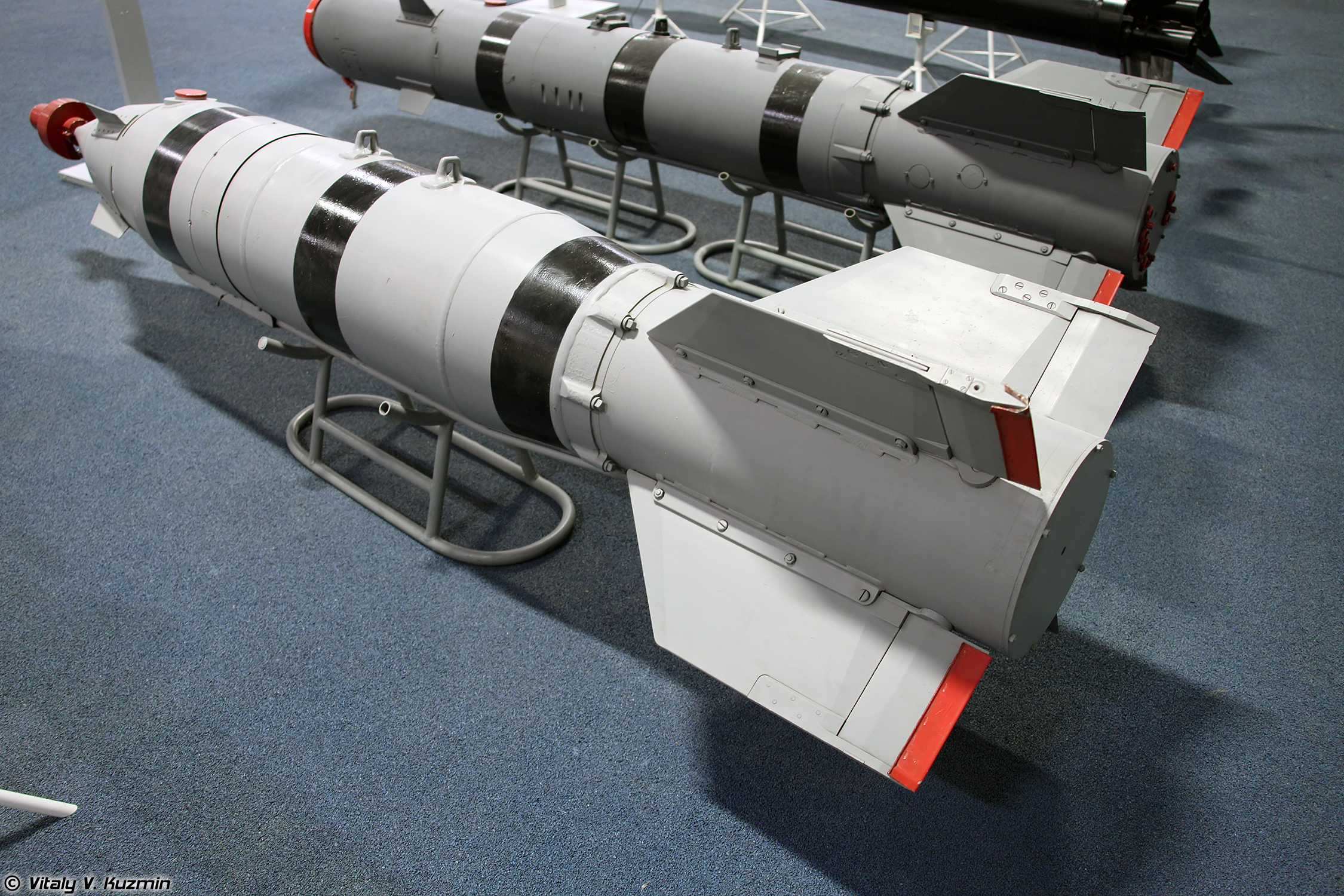
KAB-500L no Park Patriot, visão traseira

O KAB-500L é uma bomba guiada a laser desenvolvida pela Força aérea soviética. Continua em serviço na Comunidade dos Estados Independentes e na Força aérea russa.
O KAB-500L é análogo a série Paveway norte americana: sendo o KAB-500 uma bomba de uso convencional, o qual possui massa nominal de 500 kg (1 100 lb), inserido um sistema de localização a laser.
O KAB-500L possui 3,05 m (10,0 pé) de comprimento e massa de 525 kg (1 200 lb). Sua ogiva possuí 450 kg (990 lb) de massa total, o qual 50% é de alto poder explosivo. Fontes rusas creditam que o CEP é de 7
 metros (23 pés). A tecnologia do KAB-500L também é usada em bombas maiores, assim como a família KAB-1500L.
Também é utilizado pela Força Aérea da Índia. A sua plataforma de lançamento principal é o Sukhoi Su-30MKI.

## KAB-500S-E
O KAB-500S-E é um tipo de munição guiada de precisão (PGM) que utiliza-se de GLONASS. A arma pode ser lançada entre 500 a 5000 metros de altitude, entre velocidade de 500–1150 km/h. O CEP é de 7 a 12 metros. Essas bombas foram pela primeira vez utilizadas na Intervenção russa na Guerra Civil Síria em 2015.